# Clubul Sportiv al Armatei Steaua București 1980-1981
Questa voce raccoglie le informazioni riguardanti il Clubul Sportiv al Armatei Steaua București nelle competizioni ufficiali della stagione 1980-1981.

## Rosa
| N. |                    | Ruolo | Calciatore       |
| -- | ------------------ | ----- | ---------------- |
|    | Romania (bandiera) | P     | Vasile Iordache  |
|    | Romania (bandiera) | D     | Mario Agiu       |
|    | Romania (bandiera) | D     | Teodor Anghelini |
|    | Romania (bandiera) | D     | Ştefan Iovan     |
|    | Romania (bandiera) | D     | Florin Marin     |
|    | Romania (bandiera) | D     | Ion Niţu         |
|    | Romania (bandiera) | D     | Ștefan Sameș     |
|    | Romania (bandiera) | C     | Vasile Aelenei   |
|    | Romania (bandiera) | C     | Doru Andreicuţ   |
|    | Romania (bandiera) | C     | Daniel Minea     |

| N. |                    | Ruolo | Calciatore        |
| -- | ------------------ | ----- | ----------------- |
|    | Romania (bandiera) | C     | Marcel Răducanu   |
|    | Romania (bandiera) | C     | Tudorel Stoica    |
|    | Romania (bandiera) | C     | Gabriel Zahiu     |
|    | Romania (bandiera) | A     | Gavril Balint     |
|    | Romania (bandiera) | A     | Mircea Bolba      |
|    | Romania (bandiera) | A     | Adrian Ionescu    |
|    | Romania (bandiera) | A     | Anghel Iordănescu |
|    | Romania (bandiera) | A     | Viorel Jurča      |
|    | Romania (bandiera) | A     | Nicolae Manea     |

## Risultati

### Coppa UEFA
| Arbitro: | Sánchez Arminio |

|             |           |              |
| Daerden 27’ | Marcatori | 90’ Răducanu |

| Arbitro: | Galler |

|              |           |                             |
| Răducanu 37’ | Marcatori | 51’ Voordeckers 81’ Edström |